# Athyriopsis pseudoconilii
Athyriopsis pseudoconilii là một loài thực vật có mạch trong họ Woodsiaceae. Loài này được (Seriz.) W.M. Chu miêu tả khoa học đầu tiên năm 1999.